# Сезе (Вандеја)
Сезе (фр. Cezais) је насеље и општина у западној Француској у региону Лоара, у департману Вандеја која припада префектури Фонтне ле Конте.
По подацима из 2011. године у општини је живело 314 становника, а густина насељености је износила 25,7 становника/km². Општина се простире на површини од 12,22 km². Налази се на средњој надморској висини од 67 метара (максималној 118 m, а минималној 51 m).

## Демографија
| 1962. | 1968. | 1975. | 1982. | 1990. | 1999. | 2011. |
| ----- | ----- | ----- | ----- | ----- | ----- | ----- |
| 308   | 349   | 299   | 290   | 287   | 267   | 314   |

График промене броја становника у току последњих година